# Jasmin Trtovac
Jasmin Trtovac (Jacмин Tpтoвaц; sinh ngày 27 tháng 12 năm 1986 ở Novi Pazar) là một cầu thủ bóng đá Serbia thi đấu cho câu lạc bộ Thổ Nhĩ Kỳ BB Erzurumspor.
Trước đó anh thi đấu cho các đội bóng Novi Pazar, Gloria Bistrița và Gaz Metan Mediaș.